# Musikfernsehsender
Musikfernsehsender sind Spartenkanäle im Fernsehen, die hauptsächlich Musik beziehungsweise Musikvideos und Informationen zum Thema Musik ausstrahlen.

## Funktionsweise, Ästhetik und Wirkungen
Überwiegend finanzieren sich diese Sender durch Werbeeinnahmen, daher sind sie meist auf eine jugendliche Zielgruppe ausgerichtet. Weitere Einnahmequellen sind Sponsoring, Merchandising, teils aber auch Teleshopping und kostenpflichtige Servicenummern. Im Fernsehen soll eine schnelle Schnittfolge den Zuschauer durch optische und akustische Reize an das Programm fesseln und Langeweile verhindern. Hierdurch hat sich eine eigene Musikvideo-Ästhetik etabliert. Das Programm wird durch so genannte Videojockeys (VJs) präsentiert. In Deutschland war diese Art Fernsehen auch eine Talentschmiede für „junge Gesichter“ und brachte Stars wie Stefan Raab, Oliver Pocher und Heike Makatsch hervor. Bekannte Fernsehsender dieser Gattung sind MTV und VIVA. Seit Juli 2008 gibt es außerdem den Online-Musiksender tape.tv, der seit dem kontinuierlich ausgebaut wird und auch mit klassischen TV-Sendern kooperiert Zunehmende Konkurrenz entsteht durch Videoportale wie YouTube.

## Deutschsprachige Musikfernsehsender

Ehem. Logo von VIVA

Der erste deutsche Musiksender wurde im Januar 1984 gegründet und trug den Namen musicbox. Das Programm wurde 1988 in Tele 5 umgewandelt. Im Dezember 1993 startete mit VIVA in Köln der zweite deutsche Musiksender als Konkurrenz zu MTV, der mehrheitlich vier der damals fünf Major Labels in Deutschland gehörte (EMI, Warner, Polygram und Sony). In der Eigentümerstruktur lässt sich ein zweifacher Zweck für diesen Musikfernsehsender erkennen: Er sollte nicht nur über den Verkauf von Werbezeiten profitabel sein wie MTV, sondern darüber hinaus als Abspielstation für lokale Charts-Popmusik das Geschäft seiner Eigentümer ankurbeln. Im März 1995 startete VIVA Zwei, es folgten Deluxe Music (April 2005) und Deutsches Musik Fernsehen (Februar 2007). Der österreichische gotv ging im Oktober 2002 auf Sendung. XITE ist 2014 auf Sendung gegangen und ist momentan nur noch über waipu.tv empfangbar.
Der eigentlich aus den USA stammende Sender MTV hatte bereits seit 1987 einen europäischen Ableger (MTV Europe), der auch in Deutschland in allen Kabelnetzen zu empfangen war. Aus diesem wurde 1997 ein deutschsprachiger Sender abgespalten (MTV Germany), der auch heute noch existiert. Sowohl MTV wie auch VIVA hatten Anfang der 2000er Jahre angefangen ihre Hauptprogramme zu umfassenden Unterhaltungssendern auszubauen, in denen Musikvideos nur noch gespielt wurden, wenn keine Quote zu erwarten war. Stattdessen waren VIVA Plus und MTV2 Pop entstanden, die – teilweise mit Call-in-Formaten – ausschließlich Musikvideos spielten.
Seit dem 24. Juni 2004 ist VIVA Media Teil des US-Medienunternehmens Viacom, die auch Eigentümer von MTV sind. In der Folgezeit wurden die jeweiligen zweiten Programme eingestellt und durch völlig andere Formate ersetzt; die Hauptsender haben ihren Anteil an Musikclips weiter reduziert, so dass kaum noch von einem „Musiksender“ die Rede sein kann. MTV ist seit 2011 nicht mehr frei empfangbar, sondern nur noch über Satellit gegen Bezahlung zu sehen. Damit kann man die Ära, in der Musikfernsehsender ein bedeutendes popkulturelles Phänomen waren, als abgeschlossen ansehen. Im Jahr 2018 wurde MTV wieder frei empfangbar. Dafür wurde VIVA am 31. Dezember 2018 vollständig eingestellt. Der niederländische Sender XITE stellte seine Verbreitung im deutschen Kabelnetz im Januar 2019 ein.
Unterdessen sind kleinere Sender entstanden, wie YAVIDO, iMusic1 und iM1 Hits. Die derzeit einzigen in Deutschland noch teilweise frei empfangbaren deutschsprachigen Musiksender sind Deluxe Music, der Schlagersender Deutsches Musik Fernsehen und der österreichische Sender gotv. Mittlerweile gibt es auch Schlager Deluxe. Aus Slowenien sendet der deutschsprachige Volksmusik-Kanal Folx Music Television und aus Berlin Volksmusik TV.
Als Alternative zu den TV-Sendern existieren mittlerweile diverse Online-Portale mit einem Schwerpunkt auf Musikvideos, etwa der inzwischen eingestellte Berliner Online-Musiksender tape.tv. Der Musiksender hatte über 45.000 Musikvideos im Programm und produzierte darüber hinaus eigene Formate wie auf den dächern oder – in Zusammenarbeit mit dem ZDFkultur – on tape. Youtube ist ein großer Player mit eigenen Musikvideo-Kanälen. Weitere Online-Angebote sind VEVO, das – wie früher VIVA – einigen der Major Labels gehört, und das in allen anderen Ländern außer Deutschland als Musikvideo-Kanal bei Youtube auftritt, und Clipfish oder das inzwischen ebenfalls eingestellte Ampya. Die Onlineangebote finanzieren sich wie zuvor die Musikfernsehsender größtenteils über Werbung. Es gibt aber auch andere Ansätze: Ampya etwa bot ein kostenfreies Angebot mit Werbung oder alternativ werbefreie Modelle gegen eine monatliche Gebühr.

## International
In den USA startete im August 1981 MTV als weltweit erster Spartenkanal für Musik. Als die Programminhalte von MTV sich weitgehend auf Black Music konzentrierten, wurde im März 1983 Country Music Television (CMT) ins Leben gerufen. In England entstand im März 1984 der Musikkanal Music Box, der jedoch bereits im Januar 1987 vom Super Channel übernommen wurde. Hier gibt es heute zahlreiche klassische Musiksender, die bei BSkyB über Satellit (28,2° Ost) empfangen werden können. Die Ausstrahlungen sind unverschlüsselt und auch im deutschsprachigen Raum zu empfangen. VIVA UK & Ireland wurde Anfang 2018 eingestellt.
Im Jahre 2000 starten VIVA und MTV Ableger in Polen. MTV ersetzte das erste Musikfernsehen Polens Atomic TV. 2017 wurde VIVA Polska eingestellt und durch MTV Music Polska ersetzt was 2020 auch eingestellt wurde. In Ungarn gab es ab 1997 VIVA, welches 2017 eingestellt wurde.
Die niederländischen Sender The Music Factory und The Box wurden nach der Übernahme durch Viacom/MTV ebenfalls eingestellt.
In der Türkei betreiben unter anderem PowerFM, NR1 (Number 1 TV), Kral TV und Dream je einen Sender für türkische und einen für internationale Musikvideos. Die Ausstrahlung erfolgt unverschlüsselt in HD über die Türksat-Satelliten auf 42° Ost, womit auch diese Sender im deutschsprachigen Raum zu empfangen sind. MTV Türkiye sendete bis 2011.
Aus weiteren europäischen Ländern wie der Schweiz, den Niederlanden, Frankreich und Italien sind zahlreiche Musiksender empfangbar.

## Dokumentation
- Thorsten Berrar (Buch und Regie), Luzia Niedermeier: Die VIVA-Story - zu geil für diese Welt! in der ARD-Mediathek. Dokumentation (72 Min.), abrufbar bis 1. Dezember 2028; ARD Kultur; 2023; drei Teile